# Gypsophila linearifolia
Gypsophila linearifolia là loài thực vật có hoa thuộc họ Cẩm chướng. Loài này được (Fisch. & C.A.Mey.) Boiss. mô tả khoa học đầu tiên năm 1867.